# ジャスティン・ガトリン
ジャスティン・ガトリン（Justin Gatlin, 1982年2月10日 - ）は、ニューヨーク市ブルックリン区出身の元短距離競走選手。テネシー大学卒業。アテネオリンピック100m金メダリスト。2005年ヘルシンキ世界陸上男子100m金メダリスト。2017年ロンドン世界陸上男子100m金メダリスト。2019年ドーハ世界陸上男子4×100mリレー金メダリスト。100m自己ベストは9秒74で世界歴代5位。

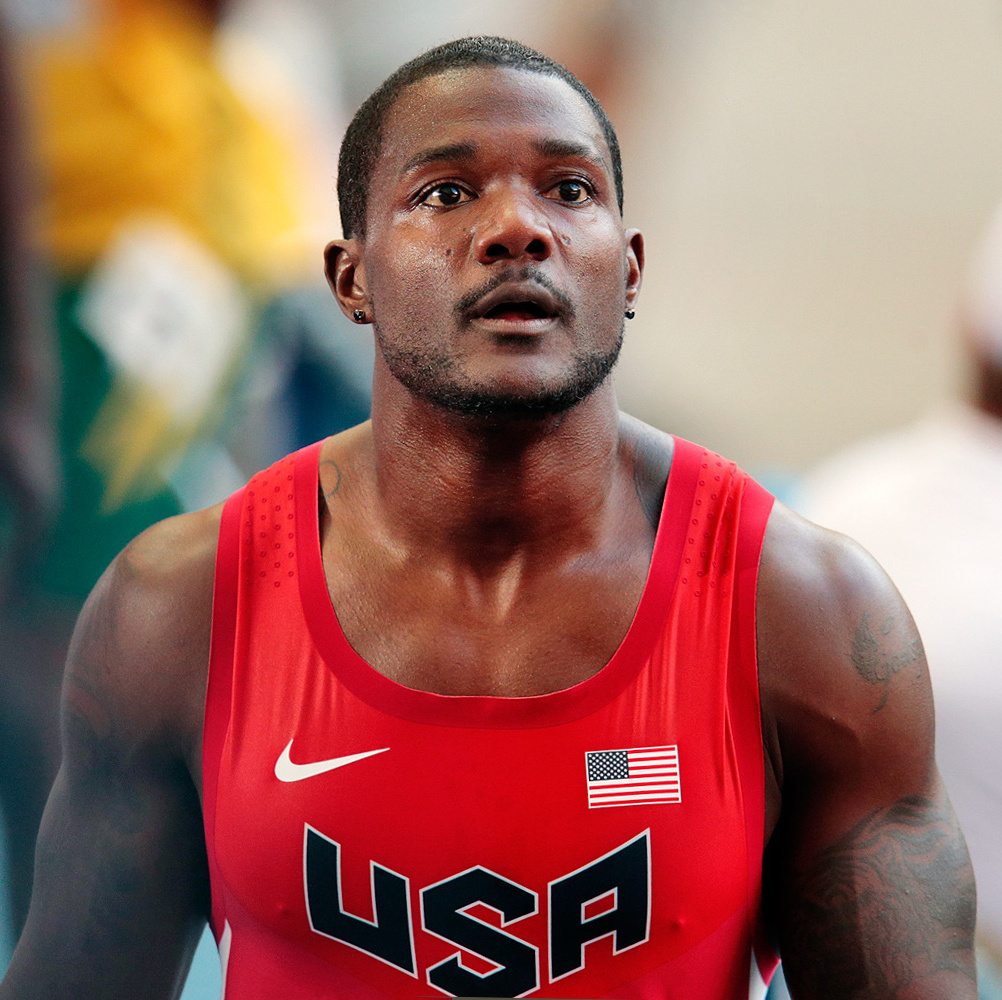
ジャスティン・ガトリン（2013年世界陸上選手権）

## 経歴

### 学生時代
地元中学校からフロリダ州ペンサコーラのウッドハム高校に進学した。当時は110ｍハードルが専門種目だったが、テネシー大学のコーチであるVinceAndersonとBillWebbによって短距離走の才能が見いだされ、奨学金の援助をうけてテネシー大学に進学し、スプリンターとなった  。大学1年次の2001年は100メートルと200メートルでNCAA屋外タイトルを獲得したが、その後のドーピング検査によってアンフェタミンが陽性を示し、IAAFによって2年間の国際大会出場禁止処分となった。ガトリンはこのドーピングに対して、注意欠陥障害と診断されたときに服用していた薬が陽性の原因であると訴えた 。
大学2年次のシーズン後にはプロアスリートになる事を決意し、新しいコーチのトレバー・グラハムと一緒にフロリダでトレーニングを始めた 。

### プロアスリート時代
2003年
プロアスリートとして初めての試合は、ボストンで行われた全米室内陸上競技大会。同大会では60mに出場し、6秒45の自己ベストで優勝をした。その2週間後にはバーミンガムで開催された世界室内選手権にアメリカ代表として出場し、6秒46のセカンドベストで自身初の世界大会優勝を果たした。しかし、その後間もなくにハムストリングを負傷したため、屋外シーズンにパロアルトで開催された2003年世界陸上競技選手権大会の代表選考を兼ねた全米選手権を欠場することを余儀なくされた。
8月15日、思うような練習が出来なかった中、ガトリンはヴェルトクラッセチューリッヒで自身初10秒の壁を破り、9秒97をマークした。来年のアテネオリンピックに向けて完全回復し、万全な準備をするために、2004年上半期の屋内シーズンなどには大会に出場をしない選択をとった 。
2004年
ガトリンの計画はうまくいき、サクラメントで開催された2004年アテネオリンピックの代表選考を兼ねた全米選手権で100ｍと200ｍの両種目で2位入賞をし、2種目での本戦出場権を得た。翌月、おこなわれた100ｍの本戦ではポルトガルのフランシス・オビクウェルやモーリス・グリーンを抑え、9秒85の自己ベストで優勝した。同大会の200ｍでは、アメリカのクロフォードと同国のバーナード・ウィリアムズについで20秒03で3位入賞し、同国が表彰台を独占した。また、4×100mRでは2走を務めイギリスに100分の1秒劣ったものの38秒08で2位に入賞した。その後同年の秋にテネシー大学を卒業した。
2005年
8月7日に行われた世界陸上ヘルシンキ大会男子100m決勝で、9秒88(+0.4)をマークして初の世界陸上タイトルを獲得した。4日後の200m決勝では、20秒04(-0.5)で二冠を達成した。またこの決勝では、アメリカ勢が世界陸上史上初のワンツースリーフォーフィニッシュを果たしている。三冠を懸けた4x100mリレーには決勝で出場する予定だったが、予選でのバトンミスにより失格となった。
2006年
同年5月12日、カタールアスレチックスーパーグランプリの100mで当時パウエルが保持していた9秒77の世界記録を100分の1秒上回る9秒76をマークし、一躍世界新記録となった。しかし、4日後にIAAFが9秒766だった事を明らかにした事によって、規則に従って9秒77に切り上げられ世界タイ記録保持者となった 。
同年の7月29日「テストステロンまたはその前駆体」がドーピング検査で陽性反応を示した事が明らかにされた。コーチであるトレバー・グラハムには、パフォーマンス向上薬のテストなどによってドーピング陽性または出場禁止処分などを受けた選手が8人居た事から疑惑が残ったが、同氏はテストステロンを含むクリームをガトリンの臀部にこすりつけたとして、マッサージ療法士を非難した。。セラピストはこの主張を否定し、「トレバー・グラハムの発言は事実とは異なる。」と述べた。
8月22日、ガトリンはドーピング検査を行った当局との協力と引き換えに、生涯出場禁止処分を回避したものの2回目のドーピング違反ということもあり、最長8年間の大会出場禁止処分となった。 USADA（アメリカドーピング機構）の最高経営責任者は、「彼の協力とガトリン氏の最初の違反に関連する状況を考えると、仲裁委員会によって発行された4年間の罰則は公正かつ公平な結果である」と説明した。  その後、同年5月に記録した世界タイ記録である9秒77の記録を剥奪された。
2010年
2010年7月下旬、ドーピングによる資格停止が解除され、同年8月3日、エストニアでの小規模な国際大会で100mに出場し競技に復帰。10秒24で優勝した。
2011年
6月に行われた全米選手権男子100mで9秒94(+1.3)をマークし、大邱で行われる世界陸上への出場権を獲得した。
8月28日に行われた世界陸上大邱大会男子100mでは、準決勝10秒23(-0.8)で敗退した。7日後の男子4x100mリレー決勝にも出場したが、他国チームの妨害行為を受け途中棄権となった。
2012年
2月にアルバカーキで行われた全米室内選手権男子60mに出場し、6秒47で2位となった。
3月にイスタンブールで行われた世界室内陸上では、自己ベストに迫る6秒46をマークして優勝した。この大会での金メダル獲得は2003年以来9年振りとなった。
6月24日、全米五輪代表選考会の100mに出場。自己ベストとなる9秒80(+1.8)で優勝し、同種目のオリンピック米国代表に内定した。
同年8月5日、ロンドンオリンピック男子100mに出場した。男子100mでは、準決勝で五輪準決勝最速記録となる9秒82(+0.7)をマークし全体トップで決勝に進出。決勝では9秒79(+1.5)で自己ベストを更新し、銅メダルを獲得した。4×100mリレーでも銀メダルを獲得したが、タイソン・ゲイのドーピング違反により後に剥奪された。
2013年
6月6日にローマで行われたダイヤモンドリーグ・ゴールデンガラ男子100mで、世界記録保持者ウサイン・ボルトを直接対決で破り、9秒94(+0.8)で優勝した。
6月19日から行われた全米選手権男子100mでは、決勝で9秒89(+1.1)をマークし優勝した（タイソン・ゲイが9秒75で先着していたが、ドーピング違反により記録剥奪となった）。
8月11日に行われた世界陸上モスクワ大会男子100mでは、雨天となった決勝で9秒85(-0.3)をマークし銀メダルを獲得した。
4x100mリレーにはアンカーとして出場し、37秒66で銀メダルを獲得した。
2014年
5月11日、旧国立競技場で行われたセイコーゴールデングランプリ男子100mに出場し、10秒02(-3.5)で優勝した。
5月31日、ユージーンで行われたダイヤモンドリーグで9秒76(+2.7)を記録し優勝した。
7月18日のダイヤモンドリーグ・モナコ大会男子200mで、自己ベストの19秒68(-0.5)で優勝した。
9月5日に行われたダイヤモンドリーグ最終戦ブリュッセル大会の男子100mで、2年振りの自己ベストとなる9秒77(+0.6)をマークして優勝した。また、約1時間後に行われた200mでも19秒71(±0.0)で優勝し、両種目で年間王者に輝いた。
2015年
5月15日にドーハで行われたダイヤモンドリーグ・カタールスーパーグランプリ男子100mで、世界歴代5位の9秒74(+0.9)を記録し、33歳にして自己記録を更新した。
その後、ダイヤモンドリーグ・ローマ大会で9秒75(+0.9)、ローザンヌ大会で9秒75(+1.4)、モナコ大会で9秒78(-0.3)と、9秒7台を連発する好調ぶりを見せた。
6月28日に行われた全米選手権男子200m決勝では、自己ベストの19秒57(+0.4)をマークし優勝した。
8月22日から行われた世界陸上北京大会に出場。男子100m予選では、五輪・世界陸上予選最速記録(当時）の9秒83(+2.1)をマークした。翌日の準決勝では、シーズン5度目の9秒7台となる9秒77(+0.9)をマークして決勝に進出し、やや不調気味だったボルトとの一騎打ちとなった。これにより、同シーズン中に9秒80未満を5度マークした最初の選手となった。決勝では、80m付近でバランスを崩して失速し、9秒80(-0.1)でボルトに敗れ、惜しくも銀メダルとなった。男子200m決勝では19秒74(-0.1)で、100mに続き銀メダルを獲得した。4x100mリレー決勝では2走を務めたが、3走と4走の間のバトンミスにより失格となった。
9月11日に行われたダイヤモンドリーグ最終戦ブリュッセル大会男子100mで、9秒98(-0.4)をマークして優勝し、年間王者に輝いた。
2016年
7月1日より、リオ五輪への出場権をかけて行われた全米五輪代表選考会に出場した。男子100mでは、準決勝でシーズン世界最高記録の9秒83(+1.7)をマークし、決勝ではタイムを更に縮め9秒80(+1.6)で優勝した。また男子200mでは、準決勝で当時高校生だったマイケル・ノーマンに先着される場面があったが、決勝では19秒75(+1.6)で貫禄の優勝を飾った。これにより、2004年以来となる100m、200m、4x100mリレーでの五輪出場権を獲得した。
リオ五輪前、ジャマイカ選手権を欠場したにもかかわらず五輪代表となったウサイン・ボルトに対し、SNS上で批判し舌戦を繰り広げた。この結果、リオ五輪と翌年の世界陸上ロンドン大会ではガトリンに対するブーイングが起こる事態となった。
8月13日から行われたリオデジャネイロ五輪男子100mに出場し、決勝で9秒89(+0.2)をマークして銀メダルを獲得した。同大会の200mにも出場したが、準決勝で後半流したところをオランダのチュランディ・マルティナに抜かれ、20秒13(-0.2)で敗退した。4x100mリレーでは、決勝でジャマイカと日本に次ぐ3位でフィニッシュしたが、他メンバーのレーン侵害により失格となった。
2017年
4月22日にバハマ・ナッソーで行われた世界リレー選手権男子4x100mリレーに出場し、アンカーを務め38秒43で優勝した。
冬季中の怪我の影響で、シーズン前半は不調が続いた。ダイヤモンドリーグでは連敗を重ね、7月の全米選手権開幕時で100mのシーズンベストは10秒03だった。
7月1日から行われた全米選手権男子100mでは、予選で10秒00(+1.2)をマークし、決勝では大学の後輩で世界ランキング1位のクリスチャン・コールマンを破り、シーズン初の9秒台となる9秒95(-0.7)で優勝した。
8月4日から行われた世界陸上ロンドン大会に出場。男子100m決勝では大きなブーイングを受けるなか、コールマンと同大会をラストランとしていたウサイン・ボルトを下し9秒92(-0.8)で金メダルを獲得した。世界陸上における金メダル獲得は、2005年ヘルシンキ大会以来12年振りとなった。後日行われた男子4x100mリレーでは2走を務め、37秒52で銀メダルを獲得した。
2018年
3月8日、南アフリカ・ツワネで行われたリキッド・テレコムグランプリ男子150mに出場し、自己ベストの15秒23(-0.3)をマークした。
5月20日、大阪・ヤンマースタジアム長居で行われたセイコーゴールデングランプリ男子100mに出場し、10秒06(-0.7)で優勝した。
2019年
5月11日に横浜・日産スタジアムで行われた世界リレー選手権男子4x100mリレーに出場し、38秒07で銀メダルを獲得した。
6月30日、カリフォルニア州・スタンフォードで行われたダイヤモンドリーグ男子100mに出場し、9秒87(-0.1)で2着となった。この記録は、2023年3月現在の35歳以上世界最高記録である。
7月25日からアイオワ州ドレークスタジアムで行われた全米選手権は男子100mに出場したが、決勝は欠場した（前回大会優勝者は自動的に次回大会へ出場可能となるワイルドカード制度が適用されていた為、世界陸上ドーハ大会への出場権は獲得している）。
9月27日から行われた世界陸上ドーハ大会に出場。男子100m準決勝では2組3着で着順に入ることが出来ず、10秒09(-0.1)でタイムにより決勝へ進出した。決勝では9秒89(+0.6)をマークし、コールマンに次いで銀メダルを獲得した。10月5日に行われた男子4x100mリレー決勝では、アメリカ新記録の37秒10をマークして金メダルを獲得し、2007年大阪大会以来12年振りに王座を奪還した。
2020年
7月5日、フロリダで行われた競技会の男子100mで9秒99(+4.0)をマークした。
2021年
4月10日、フロリダ州ハリウッドで行われたミラマー招待グランプリ男子100mで、39歳にして9秒98(+1.9)をマークした。
4月17日にフロリダ大学で行われたトム・ジョーンズ記念陸上男子100mで、シーズン2度目となる9秒98(+1.4)をマークした。
6月19日から行われた全米五輪代表選考会に出場。ハイレベルとなった男子100mの準決勝を10秒00(-0.3)で突破するも左足ハムストリングスを痛め、決勝は10秒87(+0.8)で最下位となった。東京五輪を引退戦とすることを目指していたこともあり、決勝後のインタビューでは悔しさで涙を流す場面もあった。その後引退を撤回し、シーズン中はレースに出場することを明かした。
8月に行われた東京五輪では、長らくガトリンがアメリカチームの中心となっていたため、ガトリン不在となった同大会ではアメリカの金メダル獲得数が2000年以降最少という結果となった。男子4x100mリレーでアメリカが予選敗退した際は、一部メディアが「なぜガトリンを呼ばなかったんだ」と発言する場面もあった。
8月21日に行われたダイヤモンドリーグ・ユージーン大会男子100mで、9秒93(+2.9)をマークし6着となった。
9月18日、ケニア・ナイロビで行われたキプ・ケイノクラシック男子100mに出場し、10秒03(+1.2)で3着となった。このレースがガトリンの引退戦となった。
2022年
2月10日、自身のInstagramで現役引退を表明した。
12月31日に放送された『run for money 逃走中 大みそかSP お台場大決戦』（フジテレビ）にメダリストハンターとして出演。

## ドーピングについて
2006年5月12日に100mで9秒77を出し、世界タイ記録（当時）を保持していたが、2001年と2006年の2回、ドーピング検査で陽性反応を示したため抹消された。2006年8月23日、米国反ドーピング機関（USADA）は今後ドーピングに関する調査に協力することを条件に、最長8年間の出場停止処分にしたと発表。2008年2月に、処分は4年に短縮された。さらに、一度目に犯したとされるドーピングが、注意欠陥障害の治療薬が原因であるため、ガトリン側は、一度目の件はドーピングには当たらないと主張していた。その後、巣立った高校の男子陸上部のコーチをしていた。
ドーピングの出場期間停止中、NFLの入団テストを受けたことがある。

## 主な成績
| 年   | 大会                               | 場所                         | 種目    | 結果    | 記録  |
| ---- | ---------------------------------- | ---------------------------- | ------- | ------- | ----- |
| 2003 | 世界室内陸上選手権                 | バーミンガム（イギリス）     | 60m     | 1位     | 6.46  |
| 2003 | IAAFワールドアスレチックファイナル | モナコ（モナコ）             | 100m    | 4位     | 10.12 |
| 2004 | オリンピック                       | アテネ（ギリシャ）           | 100m    | 1位     | 9.85  |
| 2004 | オリンピック                       | アテネ（ギリシャ）           | 200m    | 3位     | 20.03 |
| 2004 | オリンピック                       | アテネ（ギリシャ）           | 4x100mR | 2位     | 38.08 |
| 2005 | 世界陸上選手権                     | ヘルシンキ（フィンランド）   | 100m    | 1位     | 9.88  |
| 2005 | 世界陸上選手権                     | ヘルシンキ（フィンランド）   | 200m    | 1位     | 20.04 |
| 2005 | IAAFワールドアスレチックファイナル | モナコ（モナコ）             | 200m    | 4位     | 20.25 |
| 2011 | 世界陸上選手権                     | 大邱（韓国）                 | 100m    | 4位(sf) | 10.23 |
| 2011 | 世界陸上選手権                     | 大邱（韓国）                 | 4x100mR | DNF     | -     |
| 2012 | 世界室内陸上選手権                 | イスタンブール（トルコ）     | 60m     | 1位     | 6.46  |
| 2012 | ロンドンオリンピック               | ロンドン（イギリス）         | 100m    | 3位     | 9.79  |
| 2012 | ロンドンオリンピック               | ロンドン（イギリス）         | 4x100mR | DQ      | -     |
| 2013 | 世界陸上選手権                     | モスクワ（ロシア）           | 100m    | 2位     | 9.85  |
| 2013 | 世界陸上選手権                     | モスクワ（ロシア）           | 4x100mR | 2位     | 37.66 |
| 2015 | IAAF世界リレー大会                 | ナッソー（バハマ）           | 4x100mR | 1位     | 37.38 |
| 2015 | IAAF世界リレー大会                 | ナッソー（バハマ）           | 4x200mR | DQ      | -     |
| 2015 | 世界陸上選手権                     | 北京（中国）                 | 100m    | 2位     | 9.80  |
| 2015 | 世界陸上選手権                     | 北京（中国）                 | 200m    | 2位     | 19.74 |
| 2015 | 世界陸上選手権                     | 北京（中国）                 | 4x100mR | DQ      | -     |
| 2016 | リオデジャネイロオリンピック       | リオデジャネイロ（ブラジル） | 100m    | 2位     | 9.89  |
| 2016 | リオデジャネイロオリンピック       | リオデジャネイロ（ブラジル） | 200m    | 3位(sf) | 20.13 |
| 2016 | リオデジャネイロオリンピック       | リオデジャネイロ（ブラジル） | 4x100mR | DQ      | -     |
| 2017 | IAAF世界リレー大会                 | バハマ（ナッソー）           | 4x100mR | 1位     | 38.43 |
| 2017 | 世界陸上選手権                     | ロンドン（イギリス）         | 100m    | 1位     | 9.92  |
| 2017 | 世界陸上選手権                     | ロンドン（イギリス）         | 4x100mR | 2位     | 37.52 |
| 2019 | 世界陸上選手権                     | ドーハ（カタール）           | 100m    | 2位     | 9.89  |
| 2019 | 世界陸上選手権                     | ドーハ（カタール）           | 4x100mR | 1位     | 37.10 |

## 年次ベスト
|                | 100m   | 風速  | 備考                 | 200m   | 風速 | 備考        |
| -------------- | ------ | ----- | -------------------- | ------ | ---- | ----------- |
| 2000年（18歳） | 10秒36 | ＋0.7 |                      |        |      |             |
| 2001年（19歳） | 10秒08 | 0.0   |                      | 20秒29 | +0.6 |             |
| 2003年（21歳） | 9秒97  | +1.3  |                      | 20秒04 | -0.1 |             |
| 2004年（22歳） | 9秒85  | +0.6  |                      | 20秒01 | ‐0.7 |             |
| 2005年（23歳） | 9秒88  | +0.4  |                      | 20秒00 | +0.4 |             |
| 2010年（28歳） | 10秒09 | ＋0.9 |                      | 20秒63 | -0.1 |             |
| 2011年（29歳） | 9秒95  | +1.3  |                      | 20秒20 | +1.9 |             |
| 2012年（30歳） | 9秒79  | +1.5  |                      | 20秒11 | +1.0 |             |
| 2013年（31歳） | 9秒85  | -0.3  |                      | 20秒21 | 0.0  |             |
| 2014年（32歳） | 9秒77  | +0.6  |                      | 19秒68 | -0.5 |             |
| 2015年（33歳） | 9秒74  | +0.9  | 世界歴代5位          | 19秒57 | +0.4 | 世界歴代6位 |
| 2016年（34歳） | 9秒80  | +1.6  |                      | 19秒75 | +1.6 |             |
| 2017年（35歳） | 9秒92  | -0.8  |                      |        |      |             |
| 2018年（36歳） | 10秒03 | ‐0.7  |                      |        |      |             |
| 2019年（37歳） | 9秒87  | ‐0.1  | 35歳以上世界最高記録 | 22秒16 | +1.0 |             |
| 2020年（38歳） | 10秒07 | +1.1  |                      |        |      |             |
| 2021年（39歳） | 9秒98  | +1.9  |                      | 20秒49 | +.04 |             |

## 自己記録
- 60m　6秒45　（2003年3月1日、世界歴代9位）
- 100m　9秒74(＋0.9)（2015年5月15日、世界歴代5位)
- 150m　15秒23（-0.3）（2018年3月8日）
- 200m　19秒57(＋0.4)　（2015年6月28日、世界歴代6位）
- 400m　48秒02　（2019年3月23日）
- 110mH　13秒78(＋1.6)　（2001年5月12日)